# Mariely Sánchez
Mariely Sánchez Hichez (* 30. Dezember 1988 in Santo Domingo) ist eine dominikanische Leichtathletin, die sich auf den Sprint spezialisiert hat.

## Sportliche Laufbahn
Erste internationale Erfahrungen sammelte Mariely Sánchez im Jahr 2007, als sie bei den Panamerikanischen Juniorenmeisterschaften in São Paulo mit 12,16 s und 24,84 s jeweils im Vorlauf über 100 und 200 Meter ausschied. Im Jahr darauf wurde er bei den Zentralamerika- und Karibikmeisterschaften (CAC) in Cali in der Vorrunde im 100-Meter-Lauf disqualifiziert und verpasste über 200 Meter mit 24,00 s den Finaleinzug. Zudem belegte sie mit der dominikanischen 4-mal-100-Meter-Staffel in 45,45 s den fünften Platz. Anschließend gewann sie bei den U23-NACAC-Meisterschaften in Toluca in 23,50 s die Bronzemedaille im 200-Meter-Lauf hinter der US-Amerikanerin Leslie Cole und Schillonie Calvert-Powell aus Jamaika und belegte zudem in 11,75 s den achten Platz über 100 Meter. Zudem gewann sie mit der Staffel in 46,23 s die Bronzemedaille hinter den Teams aus den Vereinigten Staaten und Jamaika. Daraufhin nahm sie über 200 Meter an den Olympischen Sommerspielen in Peking teil und schied dort mit 24,05 s in der ersten Runde aus. 2010 schied sie bei den U23-NACAC-Meisterschaften Miramar mit 12,41 s im Vorlauf über 100 Meter aus und belegte in 25,85 s den achten Platz über 200 Meter. Zudem gelangte sie mit der 4-mal-400-Meter-Staffel mit 3:42,15 min auf Rang vier. Kurz darauf belegte er bei den Zentralamerika- und Karibikspielen in Mayagüez in 44,75 s den vierten Platz in der 4-mal-100-Meter-Staffel. Im Jahr darauf gewann sie bei den Panamerikanischen Spielen in Guadalajara in 23,02 s die Bronzemedaille über 200 Meter hinter der Brasilianerin Ana Cláudia Lemos und Simone Facey aus Jamaika. Zudem gelangte sie mit 11,49 s auf Rang fünf über 100 Meter. Zuvor verpasste sie bei den CAC-Meisterschaften in Mayagüez mit 24,85 s den Finaleinzug über 200 Meter. 2012 belegte sie bei den Ibero-Amerikanischen Meisterschaften in Barquisimeto in 11,68 s den vierten Platz über 100 Meter und gewann über 200 Meter in 23,26 s die Bronzemedaille hinter der Brasilianerin Evelyn dos Santos und María Alejandra Idrobo aus Kolumbien. Zudem gewann sie mit der 4-mal-100-Meter-Staffel in 44,04 s die Silbermedaille hinter dem brasilianischen Team und stellte damit einen neuen Landesrekord auf. Anschließend nahm sie erneut an den Olympischen Sommerspielen in London teil und kam dort mit 23,20 s nicht über den Vorlauf über 200 Meter hinaus.
2013 gewann sie bei den Zentralamerika- und Karibikmeisterschaften in Morelia in 11,24 s die Silbermedaille über 100 Meter hinter der Jamaikanerin Sheri-Ann Brooks und sicherte sich in 23,15 s die Bronzemedaille über 200 Meter hinter der Vincenterin Kineke Alexander und Aleen Bailey aus Jamaika. Zudem belegte sie mit der 4-mal-100-Meter-Staffel in 44,12 s den vierten Platz. Anschließend schied sie bei den Weltmeisterschaften in Moskau mit 11,41 s und 23,05 s jeweils im Halbfinale über 100 und 200 Meter aus und verpasste mit der Staffel mit 43,28 s den Finaleinzug. 2016 schied sie bei den Ibero-Amerikanischen Meisterschaften in Rio de Janeiro mit 11,64 s und 23,84 s jeweils in der Vorrunde über 100 und 200 Meter aus und nahm daraufhin über 200 Meter zum dritten Mal an den Olympischen Sommerspielen ebendort teil und schied dort mit 23,39 s in der ersten Runde aus. Im Jahr darauf belegte sie bei den Juegos Bolivarianos in Santa Marta in 11,55 s den vierten Platz über 100 Meter und zuvor schied sie bei den Weltmeisterschaften in London mit 23,89 s in der Vorrunde über 200 Meter aus. 2018 schied er bei den Zentralamerika- und Karibikspielen in Barranquilla mit 11,62 s im Semifinale über 100 Meter aus und wurde im Vorlauf über 200 Meter disqualifiziert. Zudem gewann sie mit der Staffel in 43,68 s die Bronzemedaille hinter den Teams aus Jamaika und Trinidad und Tobago. Im Jahr darauf kam sie bei den Panamerikanischen Spielen in Lima mit 23,88 s nicht über den Vorlauf über 200 Meter hinaus und anschließend schied sie bei den Militärweltspielen in Wuhan mit 24,22 s im Halbfinale aus und kam über 100 Meter mit 11,80 s nicht über die Vorrunde hinaus. 2021 bestritt sie ihre letzten Wettkämpfe und beendete daraufhin ihre aktive sportliche Karriere im Alter von 32 Jahren.

## Persönliche Bestzeiten
- 100 Meter: 11,24 s (+0,1 m/s), 5. Juli 2013 in Morelia
  - 60 Meter (Halle): 7,50 s, 1. Februar 2023 in Saskatoon
- 200 Meter: 23,01 s (+1,6 m/s), 29. Juni 2023 in Edmonton